# (39294) 2001 DB33
2001 دي بي 33 (ويعرف أيضًا باسم (39294) 2001 دي بي 33 وفق تسمية الكوكب الصغير) (بالإنجليزية: 2001 DB33)‏ هو كويكب ضمن حزام الكويكبات؛ وترتيبه 39294 من حيث الاكتشاف.
اكتُشف هذا الجُرم الفلكي بواسطة بحث لنكولن عن الكويكبات القريبة من الأرض في 17 فبراير 2001.

## وصلات خارجية
- (39294) 2001 DB33 في قاعدة بيانات مختبر الدفع النفاث لأجرام النظام الشمسي الصغيرة

- الاكتشاف · مخطط المدار ·  العناصر المدارية · المعلمات المادية

- (39294) 2001 DB33 على موقع ويكي سكاي: DSS2, SDSS, GALEX, IRAS, Hydrogen α, X-Ray, Astrophoto, Sky Map, Articles and images